# Trenton (Floride)
Pour les articles homonymes, voir Trenton.
La ville de Trenton est le siège du comté de Gilchrist, dans l’État de Floride, aux États-Unis. Sa population s’élevait à 1 999 habitants lors du recensement de 2010, estimée à 2 089 habitants en 2016.

## Démographie
| 1910 | 1920 | 1930 | 1940 | 1950 | 1960 |
| ---- | ---- | ---- | ---- | ---- | ---- |
| 304  | 400  | 706  | 773  | 904  | 941  |

| 1970  | 1980  | 1990  | 2000  | 2010  | - |
| ----- | ----- | ----- | ----- | ----- | - |
| 1 074 | 1 131 | 1 287 | 1 617 | 1 999 | - |

## Personnalité liée à la ville
Le chanteur de musique country Easton Corbin est né à Trenton en 1982.

## Source
- (en) Cet article est partiellement ou en totalité issu de l’article de Wikipédia en anglais intitulé « Trenton, Florida » (voir la liste des auteurs).